# Antedone
Antedone (in greco antico: Ἀνθηδών?, Anthēdṑn) è un personaggio della mitologia greca. Fu il fondatore della città di Antedone.

## Genealogia
Figlio di Dios, è ritenuto il padre di Glauco avuto dalla pleiade Alcione.

## Mitologia
Ad Antedone si svolge la vicenda di Glauco e secondo pareri secondari, Antedone era invece il nome della madre di Glauco e la stessa città fu fondata dal padre Anthas .